# Cedar Bluff, Alabama
Cedar Bluff är en kommun (town) i Cherokee County i Alabama. Vid 2020 års folkräkning hade Cedar Bluff 1 845 invånare.

## Kända personer från Cedar Bluff
- John L. Burnett, politiker